# Грунвальд (гмина)
Грунвальд (пол. Grunwald) — сельская гмина (волость) в Польше, входит как административная единица в Острудский повят, Варминьско-Мазурское воеводство. Население — 5705 человек (на 2018 год).

## Демография
Данные по переписи 2004 года:
| Перепись                       | Всего   | Всего | Женщины | Женщины | Мужчины | Мужчины |
| ------------------------------ | ------- | ----- | ------- | ------- | ------- | ------- |
| Единицы                        | человек | %     | человек | %       | человек | %       |
| Население                      | 5698    | 100   | 2806    | 49,2    | 2892    | 50,8    |
| Плотность населения (чел./км²) | 31,7    | 31,7  | 15,6    | 15,6    | 16,1    | 16,1    |

## Сельские округа
1. Домково
2. Дылево
3. Фрыгново
4. Гежвалд
5. Глёнды
6. Гуры-Любяньске
7. Грунвальд
8. Керштаново
9. Керштанувко
10. Китново
11. Лодвигово
12. Марцинково
13. Мельно
14. Пацултово
15. Рыхново
16. Рыхновска-Воля
17. Стембарк
18. Щепанково
19. Запека
20. Зыбултово

## Поселения
1. Домброво
2. Дылевко
3. Грабички
4. Йендрыхово
5. Кальва
6. Корштын
7. Липова-Гура
8. Любян
9. Любянек
10. Лонцко
11. Омин
12. Пацултувко
13. Жепки
14. Тымава
15. Ульново
16. Врубле

## Соседние гмины
1. Гмина Домбрувно
2. Гмина Козлово
3. Гмина Ольштынек
4. Гмина Оструда